# Deferred Shading
Deferred Shading je metoda koja dozvoljava spektakularno osvjetljenje bez velikog gubitka performansi u PC igrama.
Deferred Shading donosi efikasno prikazivanje mnogobrojnih izvora svjetla. Ovu metodu podržavaju sve grafičke kartice koje koriste DirectX 10.
Od 2000. do 2002. su grafičke kartice "Kyro" od tvrtke "ST Microelectronics" privukle pažnju zbog pružanja mnogo performansi za malo novca. Razlog odličnom "cijena naspram performanse" omjeru je bila tehnika imenom "Deferred Rendering" (zakašnjelo računanje). Kod te tehnike se slika predviđena za računanje sijecka u manje dijelove, jedinstveno proračuna i opet spoji. To uštedi mnogo performansi, jer se na vrijeme odbace svi poligoni koji u određenom prikazu nisu uopće vidljivi. Samo što preostane biva osvjetljeno. To dozvoljava jedan velik broj dinamičkih izvora svjetla. Deferred Shading na PC-u upotrebljavaju igre Stalker, Dead Space, Tabula Rasa i GTA 4. Jedini primjer ove tehnike na PlayStation 3 je igra imenom Killzone 2. Ona je uspjela s Deferred Shading pokazati do tada za poduhvat nemoguću dinamičku optiku.